# Stuart Charno
Stuart Charno  (n. Queens, Nueva York; 29 de septiembre de 1956) es un actor de cine y televisión, músico, cantante, presentador de televisión, comediante y escritor estadounidense.

## Biografía
Nació el 29 de septiembre de 1956 en Queens, Nueva York, y asistió al Queens College en Flushing, Queens, Nueva York. Comenzó a trabajar desde joven primero como cabaretista antes de profesionalizarse en su carrera actoral en varias películas de horror. Es conocido por hacer comedia stand up.
Su primera actuación fue en 1981, en la película de horror Friday the 13th Part 2. En ese mismo año hizo Los elegidos.
En 1982 actuó en la parodia cómica Young Doctors in Love junto a Demi Moore.
En 1983 actuó como Don Vandenberg, una de las víctimas de un temible auto en Christine, que adaptaba la novela homónima de Stephen King. En ese año también estuvo en Svengali. En 1984 vino Hard to Hold y en 1985 Once Bitten.
Otras de sus apariciones son la comedia de 1985 Just One of the Guys como Harold "Reptil" Sherpico y el film de 1986 Modern Girls.
En 1992 regresó al cine del horror con Sonámbulos, también de Stephen King, en el papel de un fotógrafo policía.
También actuó como Abell en la película de ciencia ficción Alien Hunter del 2003.
En el 2010 volvió a la pantalla grande con la comedia Horrorween.

## Televisión
Charno ha aparecido en series como M*A*S*H, The X Files, Chicago Hope, Team Knight Rider y Profiler. También participó en tres episodios de Star Trek: The Next Generation: "La herida", "Nuevos caminos" y "Ética".
En 1987 participó en la serie Beauty & the Beast y en 1988 en Las pesadillas de Freddy. 
En 1994 actuó en Dave's World.